# Hellmuth Rademacher
Hellmuth Rademacher (* 10. August 1900 in Koblenz; † 24. April 1984 in Opladen) war ein deutscher Jurist und Landrat.
Hellmuth Rademacher war ein Sohn des Landrats Leopold Rademacher (1864–1935) und seiner Ehefrau Wilhelmine „Minna“ Schleifenbaum (1875–1953). Er legte 1918 in Bremerhaven das Abitur ab und studierte Rechts- und Staatswissenschaften an den Universitäten Münster, Heidelberg und Kiel. 1925 legte er die Große juristische Staatsprüfung ab. Rademacher arbeitete zunächst bei der Regierung in Koblenz und wurde im Juni 1933 zum Landrat in Bad Kreuznach ernannt. Im Januar 1936 wurde er als kommissarischer Landrat im Landkreis Trier eingesetzt, wurde aber bereits im Juni in das preußische Finanzministerium berufen. 1937 kam er als Ministerialrat in das Reichsfinanzministerium und wurde mit dem Ende des Krieges entlassen.
Rademacher arbeitete anschließend beim Verein der Straßenbahnen und sonstigen öffentlichen Personenverkehrsunternehmen in der britischen Besatzungszone (VSB), konnte aber nach der Gründung der Bundesrepublik in den öffentlichen Dienst im Ministerium für Verkehr des Landes Nordrhein-Westfalen zurückkehren. 1961 wurde er Leitender Ministerialrat und 1965 in den Ruhestand versetzt.